# イスラエルの国旗
イスラエルの国旗（イスラエルのこっき）は1891年にデザインされ、1897年の第1回シオニスト会議でシオニスト運動の旗として採択。第二次世界大戦中のユダヤ義勇軍の軍旗として使用され、1948年10月28日に国旗として正式に制定された。「六芒星旗」とも言われる。

## 概要
中央の六芒星はダビデの星。
上下の帯はユダヤ教の男性が礼拝の際に用いるタリートと呼ばれる肩掛けの帯を表している。タリートにはツィーツィートという房をつけ、その中にテヘーレトという青い紐を入れる。この青は高貴な色として使われていた。
また、帯については「約束の地」の境界線であるナイル川とユーフラテス川を表したものという異説もある。この説に基づき、パレスチナでは国旗はイスラエルの侵略意図を示すものという主張がある。アラブの作家のen:Saqr Abu Fakhrは、この説をユダヤ人に対するよくある誤解としている。

?縦横比2:3の別タイプ国旗
? 商船旗、縦横比 2:3。青地に、旗竿側に縦に長い白い楕円、中にダビデの星
? 軍艦旗、縦横比 2:3。青地に、旗竿側に白い三角形、中にダビデの星
? 海軍旗、縦横比 2:3
大統領旗
海上用大統領旗
海上用首相旗
国防大臣旗
海上用国防大臣旗
海上用参謀総長旗
海上用海軍総司令旗
空軍旗
国防軍旗

## 歴史的な旗

?イギリス委任統治領パレスチナの旗（1927年～1948年）
?イギリス委任統治領パレスチナの商船旗
?1948年急造の国旗「インクの旗」